# 乐亭镇
乐亭镇，是中华人民共和国河北省唐山市乐亭县下辖的一个乡镇级行政单位。

## 行政区划
乐亭镇下辖以下地区：
宁庄村、杨洼子村、小河村、关帝庙村、井刘庄村、井候庄村、井孙庄村、老母庙村、西巩村、东巩村、元庄村、母庄村、栗庄村、铁庄村、小庄村、董庄村、东高各庄村、高孙村、麻坨村、王庄村、朱各庄村、邵庄村、湾坨村、三岔口村、董大庄村、新庄户村、韩坨村、南王村、前寺村、西孟村、老李村、后王村、三合村、前戈村、后戈村、三丁村、肖圈村、新埝村、郭东庄村、道田庄村、代张庄村、西棘坨村、高甸村、刘李庄村、朱刘庄村、赵蔡庄村、井坨新村、苑张庄村、高甸刘庄村、独张庄村庙上村和大吕庄村。